# Ginzia frivaldsky
Ginzia frivaldsky är en fjärilsart som beskrevs av Lederer 1855. Ginzia frivaldsky ingår i släktet Ginzia och familjen juvelvingar. Inga underarter finns listade i Catalogue of Life.